# Apocryptophagus robustus
Apocryptophagus robustus är en stekelart som först beskrevs av Mayr 1906.  Apocryptophagus robustus ingår i släktet Apocryptophagus och familjen fikonsteklar. Inga underarter finns listade i Catalogue of Life.